# Aleurocanthus mayumbensis
Aleurocanthus mayumbensis là một loài côn trùng cánh nửa trong họ Aleyrodidae, phân họ Aleyrodinae.
Aleurocanthus mayumbensis được Cohic miêu tả khoa học đầu tiên năm 1966.